# Zee- en Duinwijk
Zee- en Duinwijk is een wijk in IJmuiden in de Nederlandse gemeente Velsen. De wijk bestaat voornamelijk uit nieuwe woongebieden. De bebouwing dateert grotendeels uit de vijftiger en zestiger jaren. Zeewijk kenmerkt zich door relatief veel hoogbouw. De hoogbouw is voornamelijk langs de randen van de wijk gelegen.

## Zeewijk
Zeewijk is een naoorlogse uitbreidingswijk aan de westkant van IJmuiden. Er staan zowel eengezinswoningen (vooral koopwoningen) als flatgebouwen (vooral in huurwoningen). Het is een grote, open en groene wijk. Aan de west- en zuidzijde van de wijk liggen duinen, aan de noordzijde de visserijhaven van IJmuiden (IJmuiden-West).
Zeewijk ligt dicht bij het strand (IJmuiden aan Zee) en dicht bij de levendigheid en eetgelegenheden in het havengebied. Midden in de wijk, op het Zeewijkplein, bevindt zich een winkelcentrum met drie supermarkten, een snackbar en enkele andere winkels. Zeewijk heeft een groot sportpark met onder meer voetbal en softbal. Net buiten Zeewijk ligt een tennispark aan de Heerenduinweg. Er lopen verschillende buslijnen door de wijk, die verbinding hebben naar onder meer Haarlem, Heemstede, Beverwijk, IJmuiden aan Zee, Heemskerk en Amsterdam.

## Duinwijk
Duinwijk ligt ten zuiden van de Planetenweg in IJmuiden vlak bij Zeewijk. In deze buurt staan voornamelijk naoorlogse eengezinswoningen (huur en koop), nieuwbouw seniorenwoningen (bij het woonzorgcentrum De Moerberg) en portiekflats. Het is een rustige buurt, van veel groen voorzien: plantsoenen, sportterreinen en het duingebied.
De buurt heeft twee basisscholen, een sportpark en een sporthal waar onder meer twee voetbalverenigingen gevestigd zijn. Ook zijn er twee kleine winkelcentra (Cepheusstraat en Planetenweg) en een groter winkelcentrum in de naastgelegen wijk Zeewijk. Ten noorden van Duinwijk ligt IJmuiden-Noord